# وهيبة (مسلسل)
وهيبة مسلسل اجتماعي جزائري من إنتاج التلفزيون الجزائري، ومن إخراج مسعود العايب. تم إنتاجه في رمضان 2006. يتطرق المسلسل حول قصة أم يقوم زوجها بخيانتها وسرقة ابنتها وهيبة، ومن هنا تبدأ معاناتها وأحزانها فتقرر البحث عنها لتغوض طريقا مليئا بالمشاكل والصعوبات.